# Luigi Macaluso
Pour les articles homonymes, voir Macaluso.
Luigi Macaluso (né en 1948 à Turin, et décédé le 27 octobre 2010) était le président de Sowind Group, qui réunit une Manufacture horlogère et deux Marques, Girard-Perregaux et JEANRICHARD. Depuis l’accord de coopération stratégique à long terme signé avec PPR en juin 2008, Luigi Macaluso était également membre du Management Committee de Gucci Group et du Conseil d’administration de Boucheron. 

## Carrière
Il est né à Turin, en Italie, le 9 juin 1948. Il fonde sa propre société de distribution horlogère en 1982, une des plus importantes en Italie (Blancpain, Hamilton et Breitling). En 1987, il devient le distributeur italien de Girard-Perregaux, une société dont les origines remontent à plus de 200 ans. Créée à Genève en 1791 puis localisée plus tard à La Chaux-de-Fonds, Girard-Perregaux détient un savoir-faire fermement ancré dans la tradition. Son Tourbillon sous trois Pont d'or est une référence dans l'histoire de la Haute Horlogerie suisse et reconnu comme tel dans le monde entier. En 1989, il rejoint le conseil d’administration de l’entreprise et le 15 septembre 1992, il s’en porte acquéreur. Sous son impulsion, Girard-Perregaux affine sa stratégie, avec un focus sur le segment du très haut de gamme.
Fermement convaincu de la valeur d’une authentique Manufacture, il encourage le développement d’une stratégie de production intégrée. Avec une vision moderne et une connaissance approfondie de l’architecture – il est diplômé dans ce domaine – il est fortement impliqué dans le design des créations de la Marque.
Il a été Président de l'AIHH (Association Interprofessionnelle de la Haute Horlogerie) à trois reprises en 1999, 2001 et 2004.
Il est décédé le 27 octobre 2010.

## Sports automobiles
Les courses automobiles ont joué un rôle essentiel dans sa vie. En 1972, il remporte le Championnat d'Europe des rallyes et la Mitropa Cup avec Raffaele Lele Pinto sur une Fiat 124 Abarth. En 1973 il navigue avec Sergio Barbasio qui devient vice-champion d'Europe, et en 1974 il devient aussi champion d'Italie avec Maurizio Verini. En 1985, il rejoint le Club Italia, une organisation à but non lucratif ayant pour but de promouvoir le patrimoine automobile italien et dont il est le président. En 2001, il fut élu Président de la CSAI, la Fédération Automobile sportive italienne. Il fut Président de la Commission Internationale de Karting de la FIA et siégea aussi au Conseil de la FIA (Fédération Internationale de l’Automobile).

## Distinctions
En 1998, Luigi Macaluso reçoit le prix Gaia dans la catégorie esprit d'entreprise, une des plus hautes distinctions attribuées dans le monde de l'horlogerie suisse par le Musée International de l'Horlogerie.
En 2008, il est promu Grand Officier de l'Ordre du Mérite de la République italienne (Grande Ufficiale dell’Ordine “Al Merito della Repubblica Italiana). En mai 2009, il recoit le titre de Chevalier de l'Ordre du Mérite du travail (Cavaliere del lavoro).

## Sources
1. ↑  Décès de Luigi Macaluso
2. ↑  ArmbandUhren, Special Girard-Perregaux, p. 66-69, « The Macaluso Family »
3. ↑  François Chaille, Girard-Perregaux, p. 120-123
4. ↑  Vanity Fair On Time, October 2009, “On the Road”, p. 37-38

- Worldtempus, www.worldtempus.com
- Vanity Fair On Time, October 2009